# دوند دو میدی
دوند دو میدی (انگلیسی: Dents du Midi) یا به فرانسوی: «دندانه نیمروز» رشته کوهی به طول سه کیلومتر در کوه‌های آلپ شابله در کانتون وله سوئیس است. این کوه مشرف به وال د الیز و دره رون بخشی از گروه زمین‌شناسی توده گیفره هستند.
هفت قله آن از شمال شرقی به جنوب غربی عبارتند از است: Cime de l'Est , Forteresse , Cathédrale، Éperon , Dent Jaune , Doigts و Haute Cime که عمدتاً از سنگهای آهکی به ویژه والانجینین در قسمت فوقانی آن تشکیل شده‌اند.
دوند دو میدی که از شامپری، لس سرنیه، مکس، سالوان و وراساز قابل دسترسی است از اواخر قرن هجدهم صعود می‌شود. یک مسیر پیاده‌روی در اطراف کوه از سال ۱۹۷۵ وجود دارد. این رشته کوه یک نماد محلی واقعی است و به همان اندازه برای تبلیغ شهر وال د الیز و همچنین برای مارک‌های مختلف و انجمن‌های منطقه استفاده می‌شود.